# La Supplication
Cet article concerne le livre. Pour son adaptation cinématographique, voir La Supplication (film).
La Supplication : Tchernobyl, chronique du monde après l'apocalypse (en russe : Чернобыльская молитва. Хроника будущего) est un livre à la croisé de plusieurs genres tels que le récit polyphonique, la non-fiction, et par certains aspects l'essai. Écrit par l'écrivaine biélorusse Svetlana Alexievitch, lauréate du prix Nobel de littérature en 2015, cet ouvrage est consacré à la catastrophe nucléaire de Tchernobyl survenue le 26 avril 1986. Tchernobyl est une ville située en RSS d'Ukraine, à la frontière avec la Biélorussie (à l'époque toutes deux parties de l'URSS).

## Historique
Svetlana Alexievitch a interrogé, durant les dix années qui ont suivi la catastrophe, plus de cinq cents témoins de l'accident dont des liquidateurs, des pompiers, des politiciens, des médecins, des physiciens, des citoyens ordinaires. L'ouvrage décrit la tragédie psychologique et personnelle qui s'est ensuivie en interrogeant les survivants sur les conséquences de cet accident dans leur vie.
Le texte est publié la première fois dans une revue russe en 1997 (la revue Amitié entre les peuples), et obtient le prix de cette revue. La même année l'ouvrage est publié comme livre.
La traduction du livre en anglais en 2005 reçoit le prix du National Book Critics Circle Award États-Unis,.

## Commentaire
Le sociologue suisse Jean Rossiaud remarquait en 2000 à propos de La Supplication que l'auteure ne donne pas d'évaluation de l'évènement et ne porte pas d'accusation, mais entraîne le lecteur à travailler sur la mémoire collective des conséquences humaines et sociales de la catastrophe de Tchernobyl. La diffusion du livre d'Alexievitch est, à ce propos, écrit-il, une « nécessité éthique » qui contribuera beaucoup à ce travail de mémoire.
Selon Galia Ackerman et Frédérick Lemarchand, cette œuvre se rapproche plus de la littérature que du journalisme car les entretiens avec les témoins ont été découpés et arrangés dans un but artistique, entretiens qui pour la plupart ont disparu, Svletlana Alexievitch n'ayant pas gardé ses bandes d'enregistrement.

## Adaptations

### Adaptations cinématographiques
- 2008 : The Door[10], court métrage de Juanita Wilson (en), réalisatrice irlandaise
- 2016 : La Supplication de Pol Cruchten

En 2019, les créateurs de Chernobyl, sur l'explosion du réacteur 4 de Chernobyl, sur HBO, s'inspirent de certains des entretiens du livre pour des scènes et dialogues de la mini-série. 

### Adaptations théâtrales

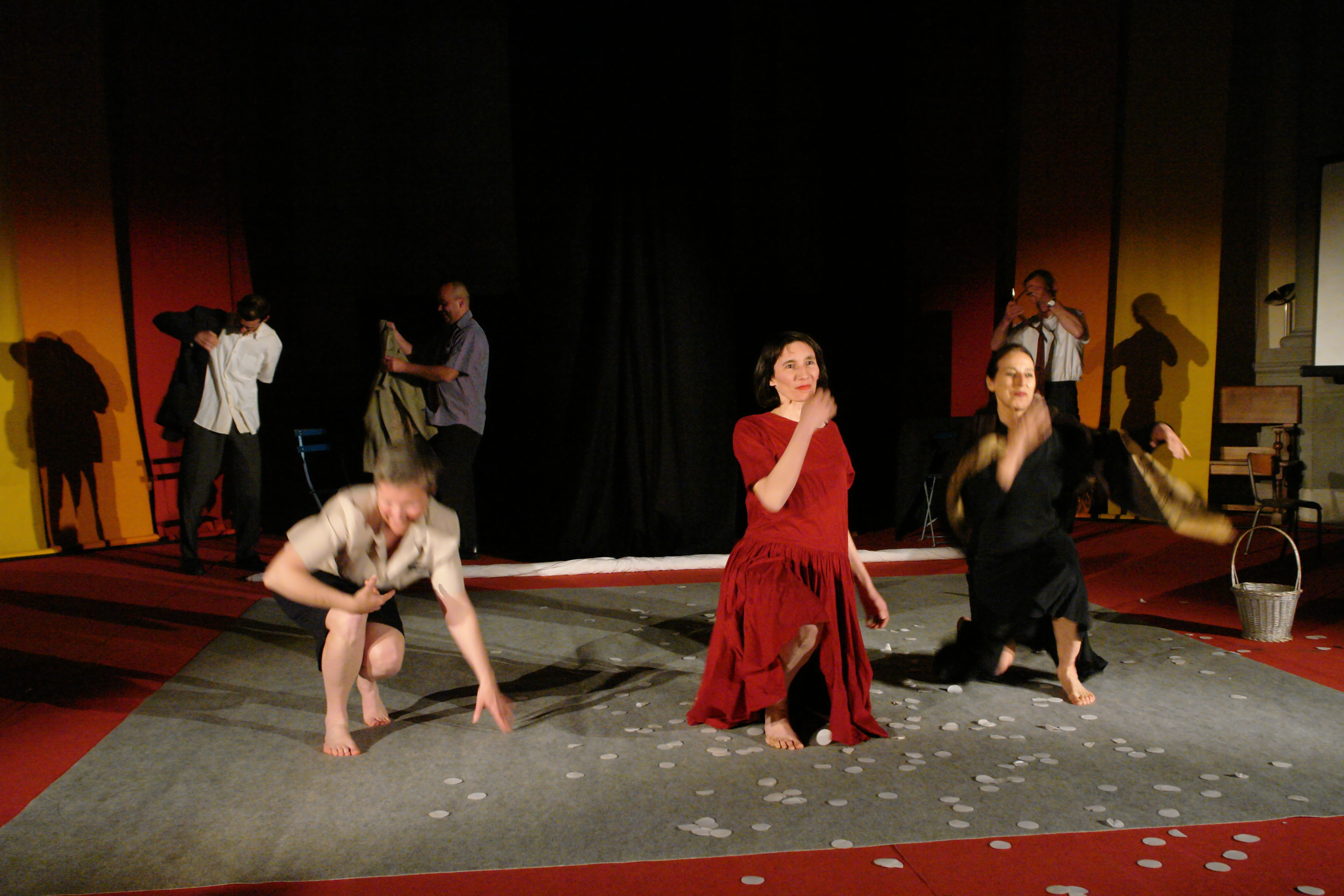
Spectacle sur le thème du livre La Supplication à Genève, 2009.

- 1999 : Bön för Tjernobyl, metteur en scène : Åsa Kalmér au théâtre Riksteatern en Suède[12]
- 1999 : La Prière de Tchernobyl, metteur en scène : Bruno Boussagol ; Clermont-Ferrand, France[13]
- 1999 : A Prayer for Chernobyl, metteur en scène : Jenny Engdal ; New Vic Basement, Londres[14]
- 2001 : La Supplication, metteur en scène : Denis Maillefer ; Théâtre en Flammes, Lausanne[15]
- 2002 : Чарнобыльская малітва, metteur en scène : Bruno Boussagol (France), Valérie Anisenko (Biélorussie) au théâtre national de Biélorussie, Minsk[16]
- 2006 : Чернобыльская молитва, metteur en scène : Joël Lekhtonen du centre Meyerhold[17]
- 2011 : Tschernobyl: Eine Chronik der Zukunft, Landestheater Tübingen, Allemagne[18]
- 2013 : Czarnobylska modlitwa, metteur en scène : Joanna Szczepkowska (en) ; Teatr Studio im. St. I. Witkiewicza, Варшава, Varsovie[19]

## Éditions en français
- Jean-Claude Lattès, Paris, 1999  (ISBN 2-7096-1914-8)[20]
- J'ai lu, Paris, 1999  (ISBN 2-290-30031-4) — édition de poche
- Actes Sud, Arles, coll. « Thesaurus », 2015  (ISBN 978-2330 05629-2)

### Traduction
- (ru) Cet article est partiellement ou en totalité issu de l’article de Wikipédia en russe intitulé « Чернобыльская молитва » (voir la liste des auteurs).